# Kate Richardson-Walsh

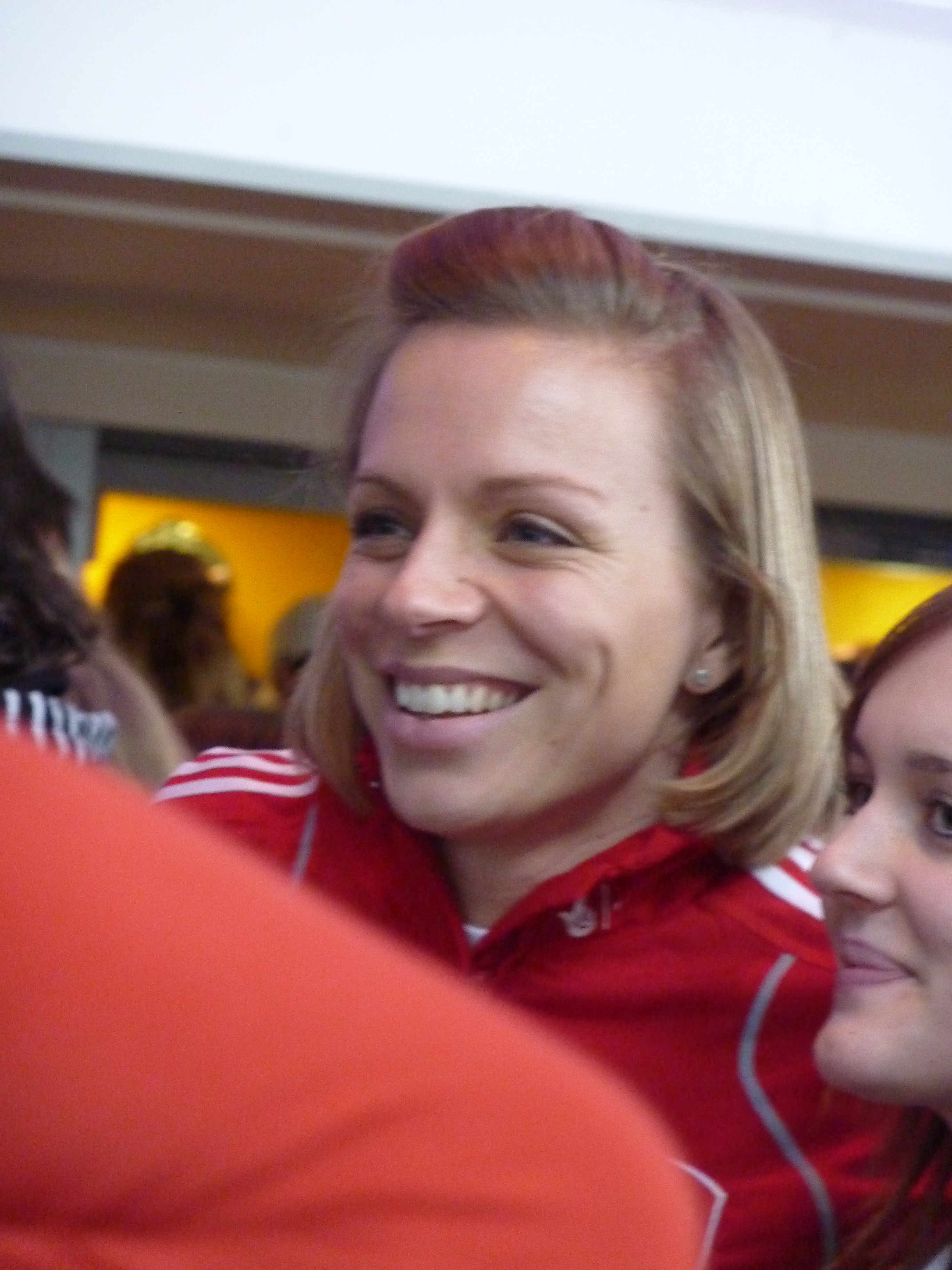
Kate Richardson-Walsh

Kate Richardson-Walsh, OBE (* 9. Mai 1980 in Withington, Manchester als Kate Walsh) ist eine britische Feldhockeyspielerin.

## Leben
Richardson-Walsh spielt in der britischen Damennationalmannschaft im Feldhockey. Sie ist Teilnehmerin an den Olympischen Sommerspielen 2012 und an den Olympischen Sommerspielen 2016. Bei den Olympischen Sommerspielen 2012 erreichte sie mit ihrem Team die Bronzemedaille. Bei den Olympischen Sommerspielen 2016 erreichte sie mit ihrem Team die Goldmedaille.
Bei der FIH Champions Trophy 2010 erreichte sie mit ihrer Mannschaft die Bronzemedaille, und 2012 gelang ihr mit dem Team der Gewinn der Silbermedaille. Bei den Commonwealth Games gewann sie mit ihrer Mannschaft 2002 und 2014 die Silbermedaille sowie 2006 und 2010 die Bronzemedaille. Bei der Hockey-Europameisterschaft erreichte sie mit ihrer Mannschaft 2015 die Goldmedaille, 2013 die Silbermedaille sowie in den Jahren 1999, 2005, 2007, 2009 und 2011 die Bronzemedaille.
Sie ist seit 2013 mit ihrer Teamkollegin Helen Richardson-Walsh verheiratet.